# Château de Toyama
Le château de Toyama (富山城, Toyama-jō), également appelé château d'Azumi (安住城, Azumi-jō), se trouve à Toyama, préfecture de Toyama au Japon. Construit en 1543, le château et ses environs sont à présent un parc public.
En 1581, Sassa Narimasa, un serviteur d'Oda Nobunaga devint daimyo du château. Après l'incident du Honnō-ji en 1585, il y eut une brouille entre Sassa Narimasa et Hideyoshi, lequel attaqua le château avec 100 000 soldats et le détruisit. Maeda Toshinaga reconstruisit le château plus tard et en fit sa résidence de retraite, jusqu'à ce que presque tout le bâtiment soit détruit par un incendie en 1609. En 1661, Maeda Toshitsugu reconstruisit à nouveau le château et en fit sa demeure. À partir de ce moment, ses descendants régnèrent sur Toyama jusqu'à la restauration de Meiji et le démantèlement du bâtiment en 1870. Il fut reconstruit en béton après la Seconde Guerre mondiale (1954).
De nos jours, les restes du château ont été rénovés et constituent le parc du château de Toyama qui héberge le musée d'histoire locale de Toyama (富山市郷土博物館ー) et le musée mémorial Sato Memori (富山市佐藤記念美術館ー), avec une intéressante collection d'ustensiles pour la cérémonie du thé ainsi que des antiquités.

## Galerie

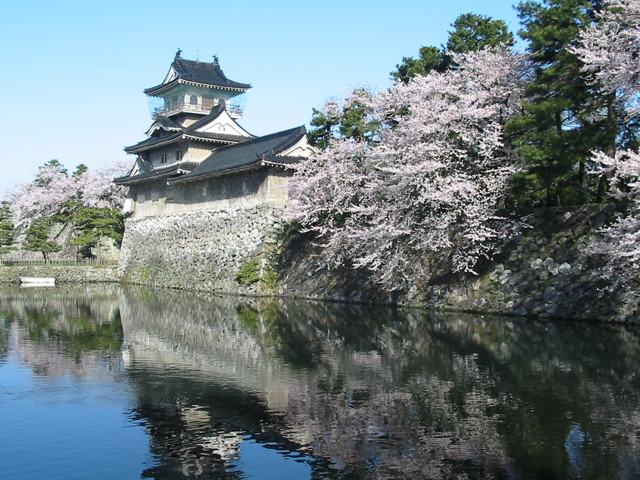
Douve du château de Toyama.
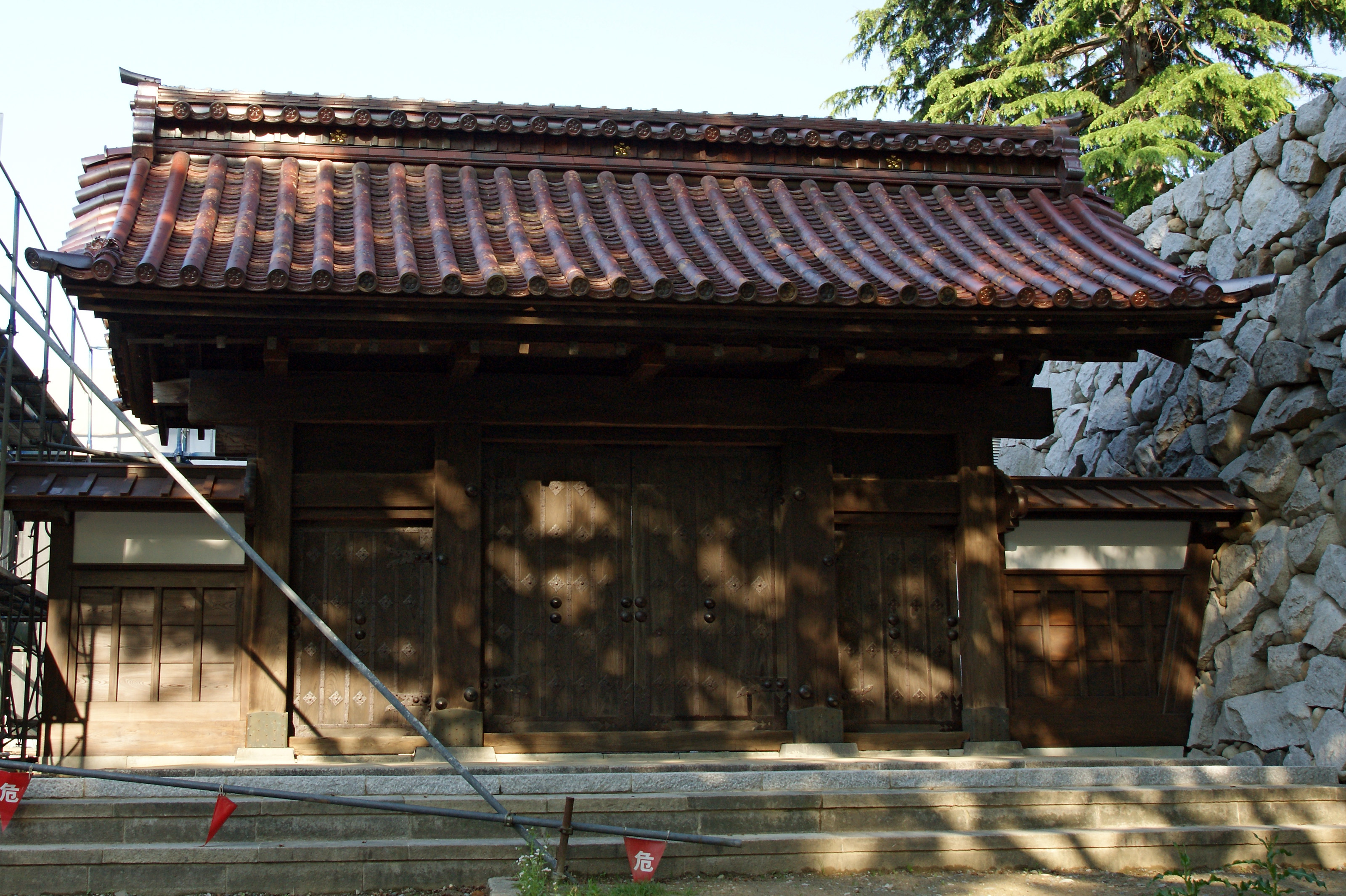
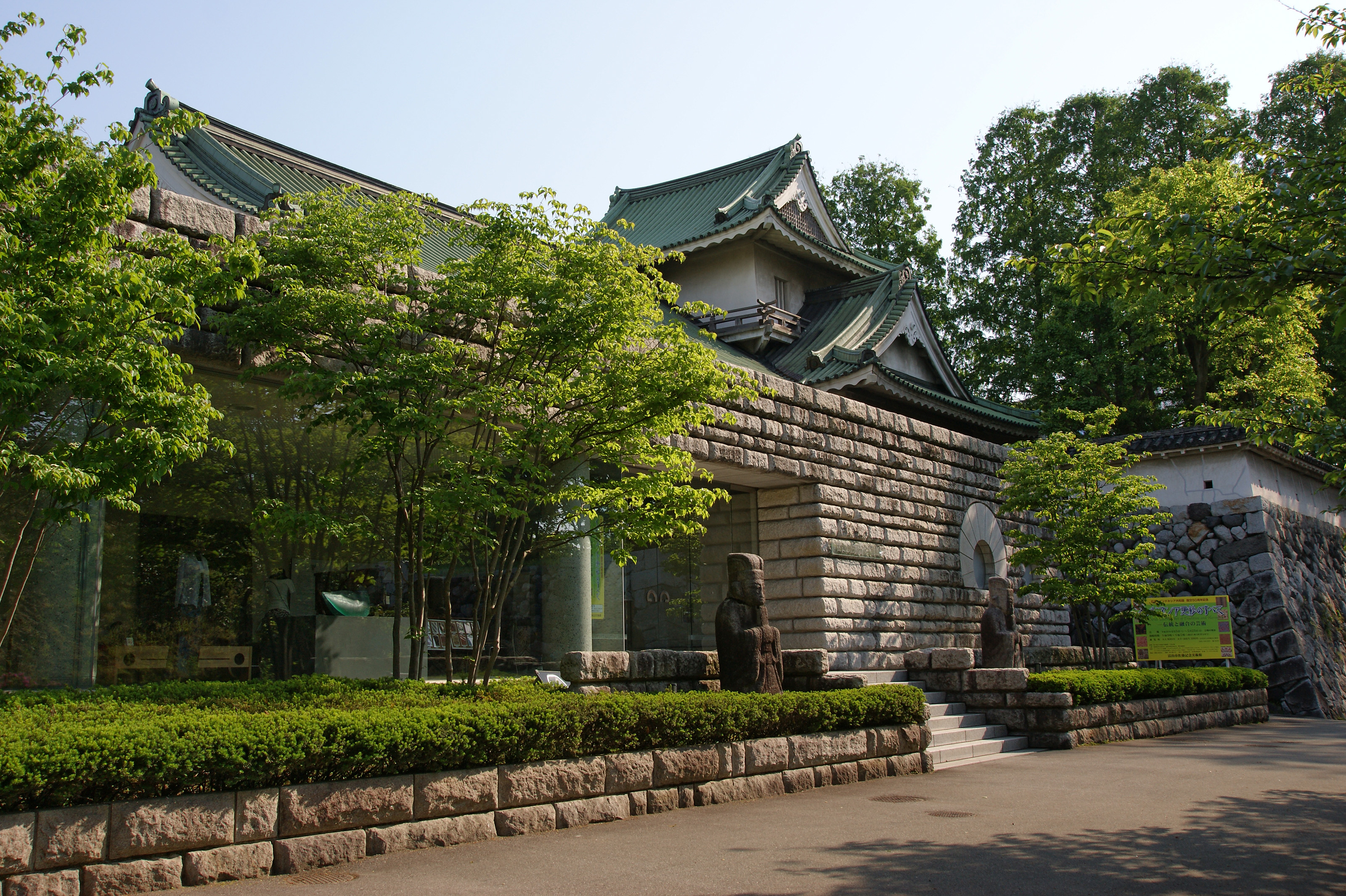
Musée mémorial Sato.
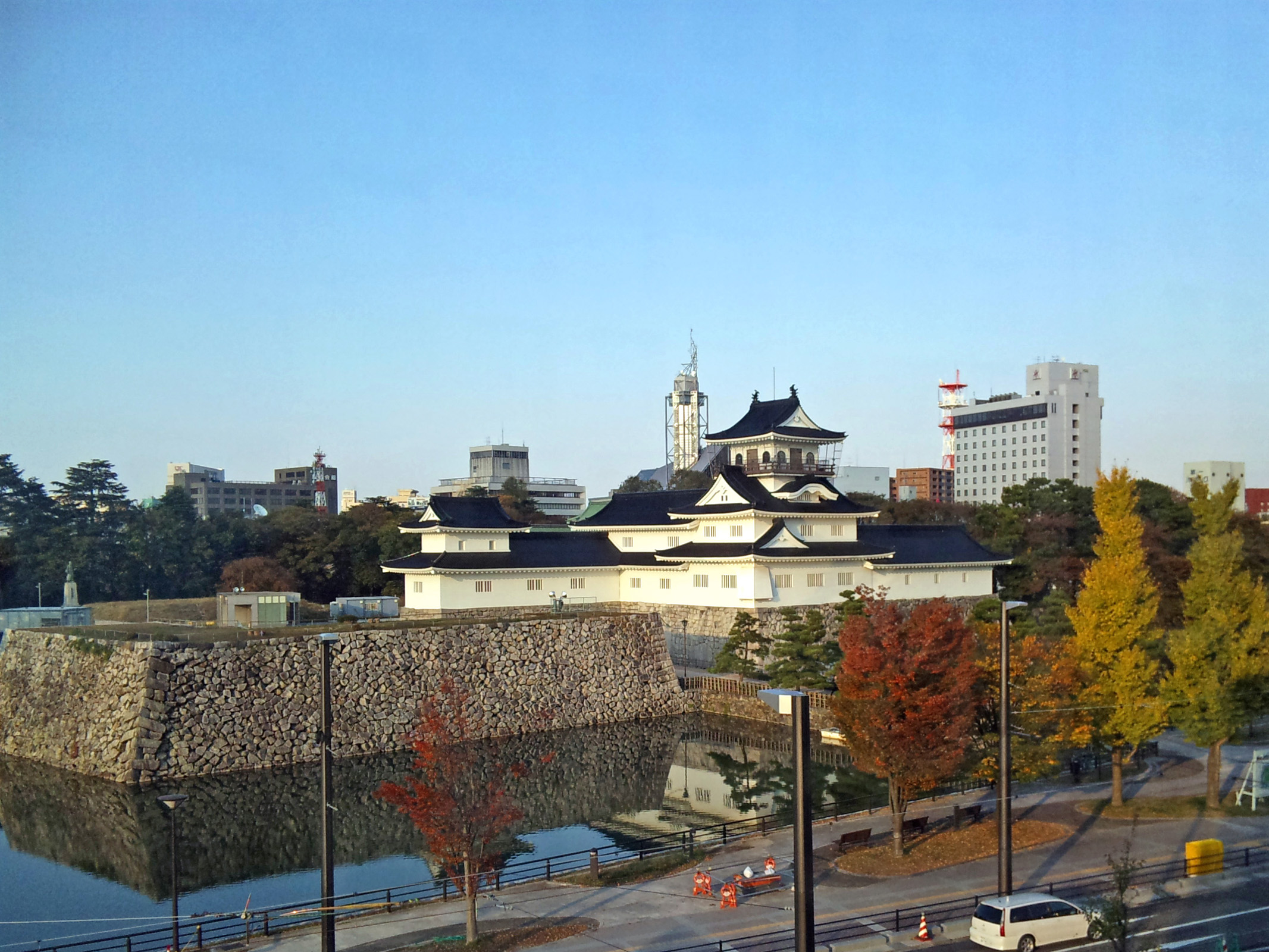
Vue d'ensemble du château.
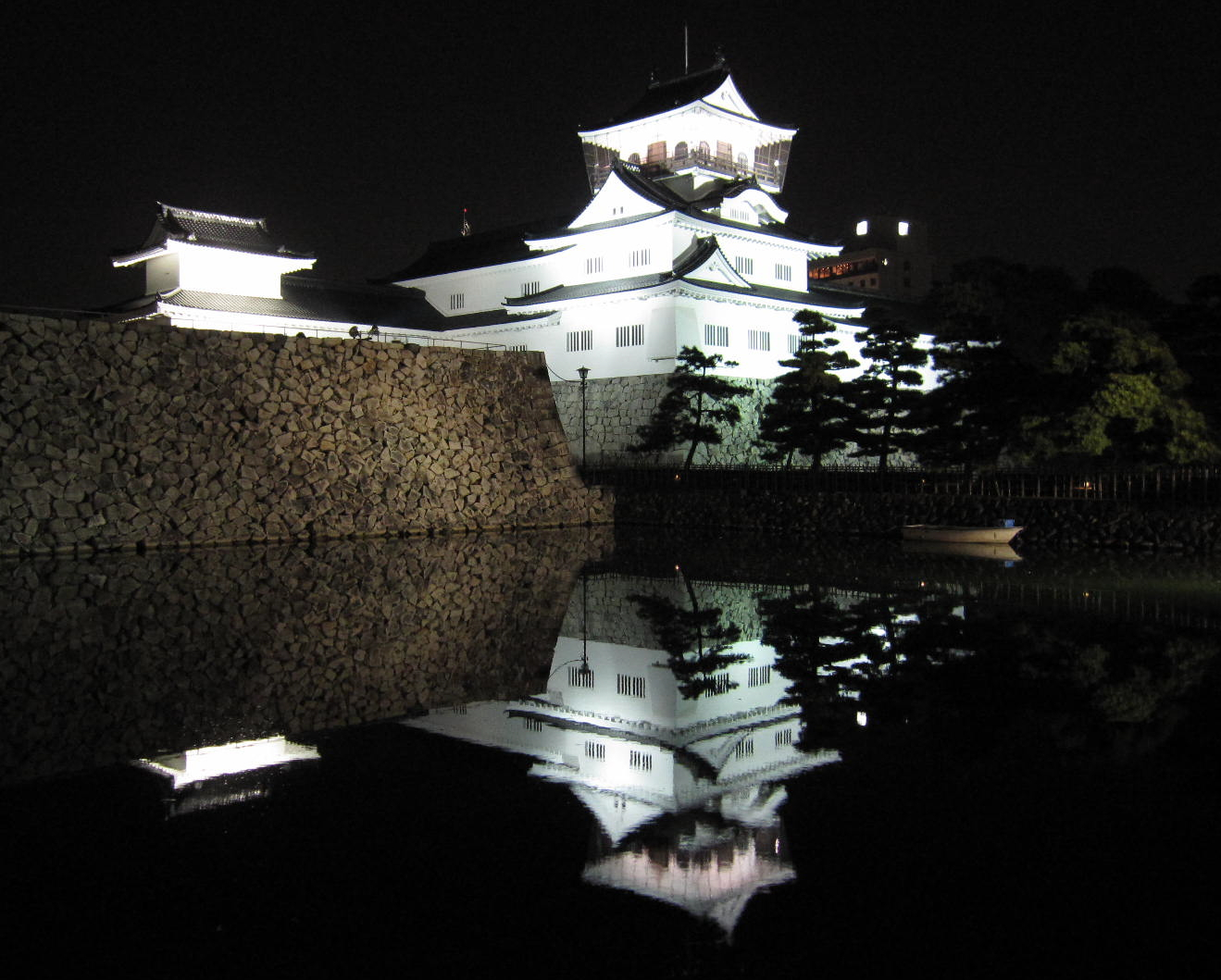
Vue nocturne du château.
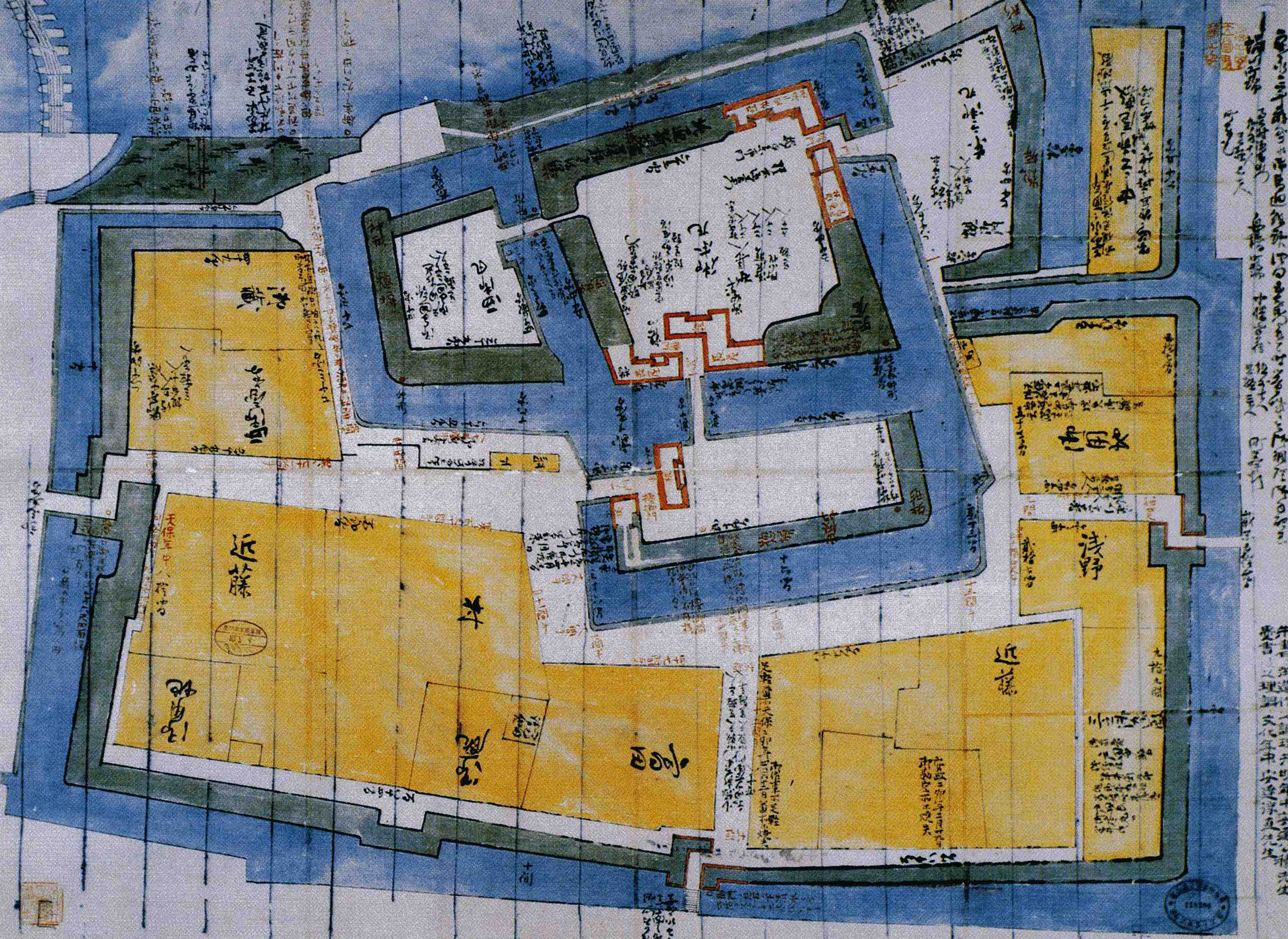
Ancienne carte du château.
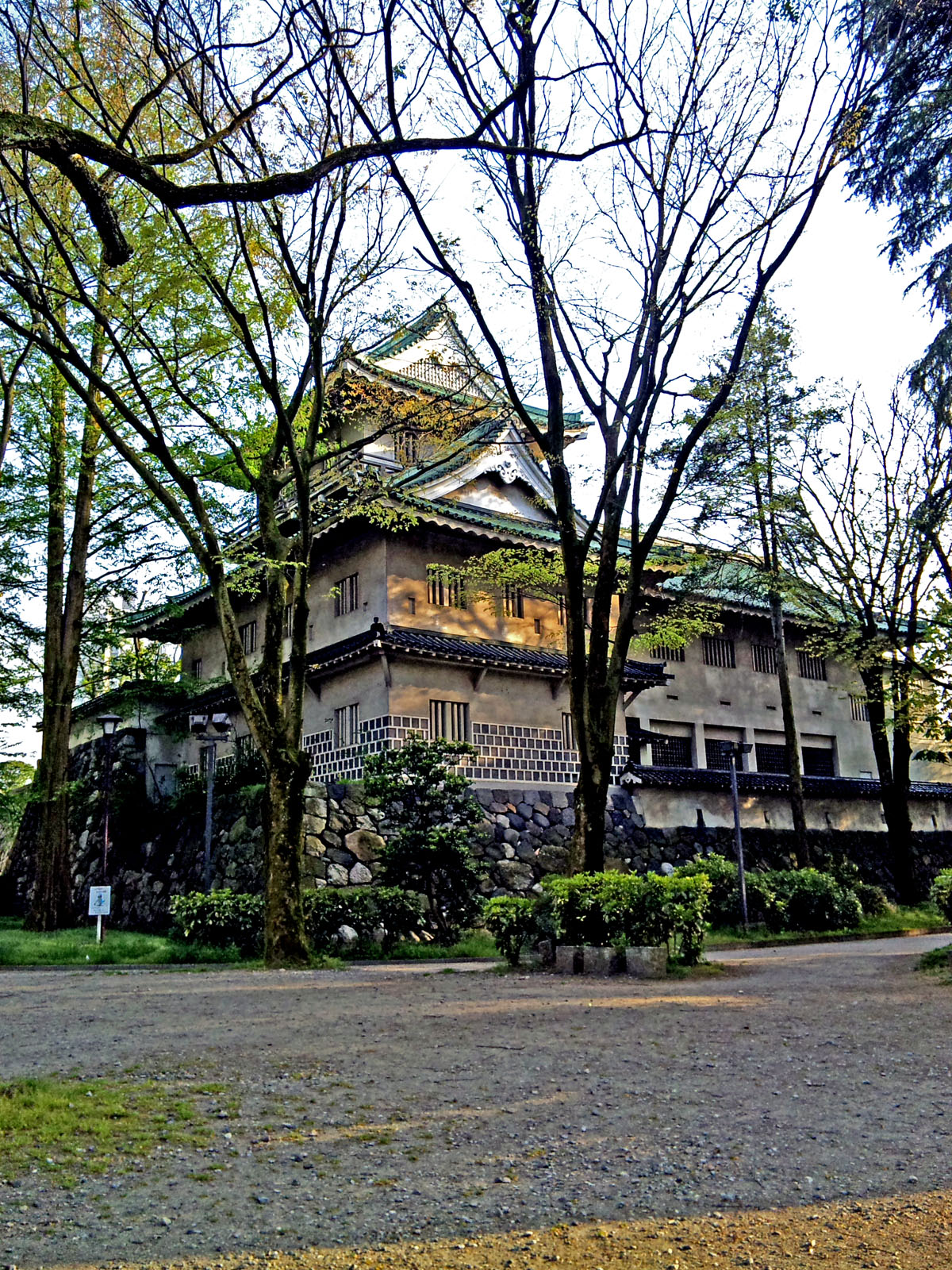
Façade nord du musée mémorial. L'aspect extérieur montre les caractéristiques d'une forteresse Hokuriku.
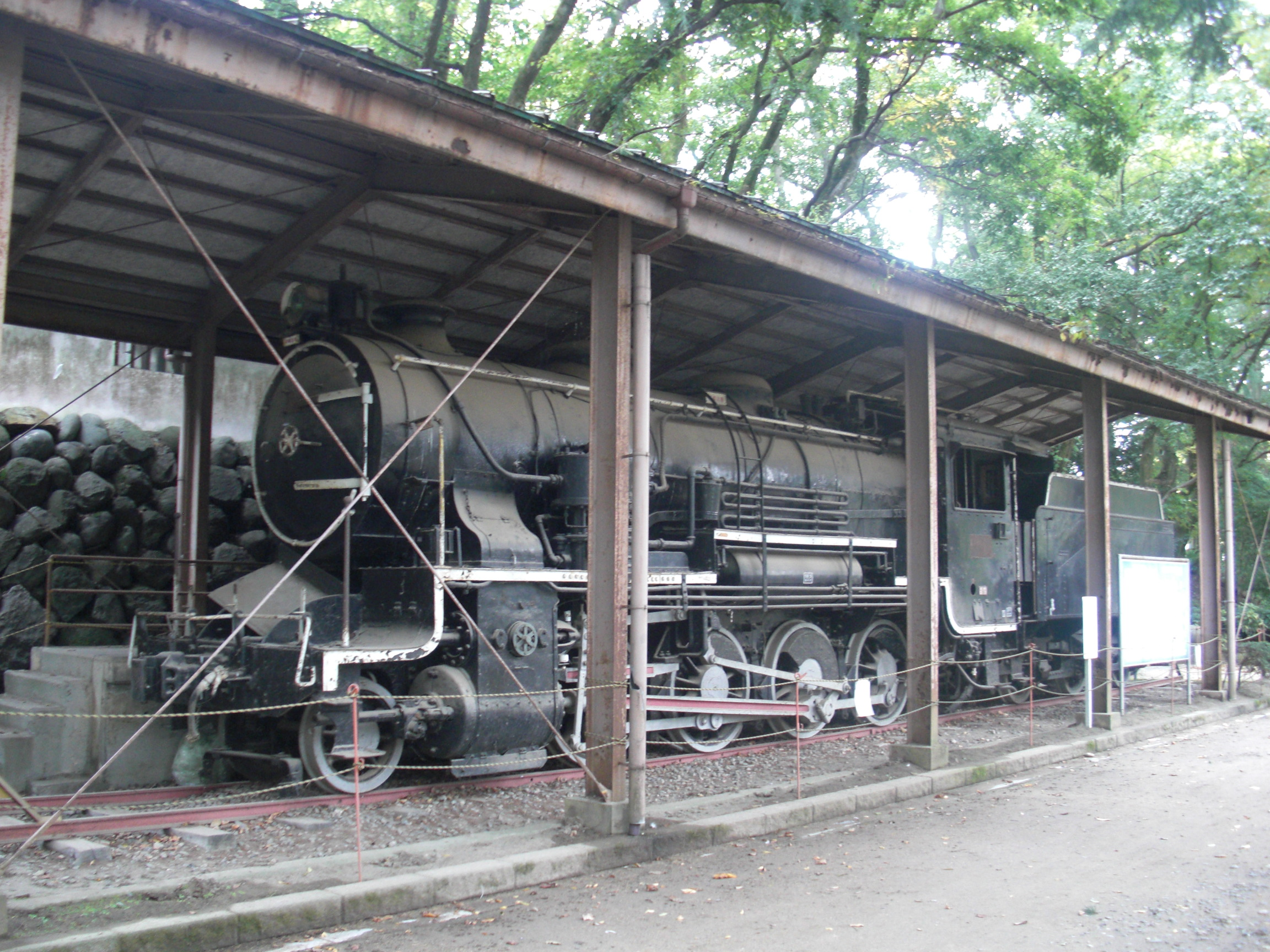
Locomotive à vapeur de type 9600.